# Boris Stepanovitch Jitkov
Pour les articles homonymes, voir Boris Jitkov et Jitkov (homonymie).
Ne doit pas être confondu avec Boris Mikhaïlovitch Jitkov.
Œuvres principales
Viktor Vavitch
Boris Stepanovitch Jitkov (en russe : Борис Степанович Житков), né en 1882 à Novgorod (Empire russe) et décédé en 1938 à Moscou (Union soviétique), est un écrivain russe dont la principale œuvre, Viktor Vavitch, a été interdite de publication et mise au pilon sur l'ordre de la censure soviétique en 1941. Ce roman, redécouvert en 1999, est considéré comme une œuvre majeure de la littérature russe du XXe siècle.

## Biographie
Boris Jitkov est né en 1882 à Novgorod dans une famille de l'intelligentsia juive. Son père enseigne les mathématiques, sa mère est musicienne. Le jeune homme étudie les mathématiques, la chimie et la construction navale. Il voyage et parcourt le monde en bateau. En 1905, il fabrique des bombes pour un groupe de défense contre les pogroms. Après la révolution d'Octobre, il choisit d'enseigner la chimie et le dessin industriel dans des universités ouvrières. Il ne devient écrivain que vers 40 ans en publiant au milieu des années 1920 des romans pour la jeunesse qui remportent un grand succès. À sa mort en 1938, il est un écrivain reconnu. Les écoliers russes connaissent ses récits de voyages et ses contes.
Entre 1929 et 1934, il écrit son chef-d'œuvre, Viktor Vavitch, consacré à la révolution de 1905. 1934 est malheureusement l'année où les écrivains perdent leur liberté créatrice et doivent s'engager pour être publiés à s'inscrire dans le nouveau réalisme socialiste. Le roman n'est publié qu'en mars 1941 à 10 000 exemplaires, trois ans après la mort de son auteur. Boris Pasternak le considère alors comme le « meilleur sur la révolution de 1905 », mais il est finalement envoyé au pilon. Des phrases comme : « Pourquoi forcément les ouvriers ? Pourquoi pas tous les hommes ? Pourquoi les ouvriers sont-ils le sel de la terre ? Ils sont ouvriers parce qu'ils... ne peuvent pas faire autre chose, sinon ils seraient procureurs. » ne pouvaient que susciter la réprobation de la censure soviétique qui le juge « inconvenant » et « inutile ».
Un imprimeur conscient de la valeur du livre prend le risque d'en garder quelques exemplaires afin que celui-ci ne disparaissent pas définitivement. Lorsqu'il est redécouvert et publié en Russie en 1999, il est comparé à Vie et Destin de Vassili Grossman, autre roman que les autorités soviétiques avaient aussi voulu faire totalement disparaître.

## Viktor Vavitch
Viktor Vavitch, le héros éponyme du roman est un carriériste cynique et faible qui rêve d'une carrière de militaire et intègre la police. Policier sadique au carriérisme dévorant, il se prend au jeu du pouvoir que lui octroie l'uniforme. Il devient l'amant de la femme de son supérieur. Viktor Vavitch manifeste un antisémitisme virulent, sombre dans la solitude alors qu'il est tiraillé par un conflit moral et meurt assassiné. L'action tourne autour de deux familles, les Vavitch et les Tiktine, et de ceux qui leur sont liés par l'amitié, le voisinage, la camaraderie d'université, les amours qui transgressent les classes. Le roman raconte le désespoir des ouvriers pendant la révolution de 1905. C'est aussi une dénonciation vigoureuse de l'antisémitisme de cette époque. Jitkov note les changements qui apparaissent ainsi que les immobilismes.
Le roman est un récit éclaté, mosaïque d'une douzaine de personnages dont les destins s'entrechoquent en 155 brefs chapitres variant constamment de points de vue. Il n'y a pas de héros, ni d'héroïne. Les personnages sont des figures extraordinairement vivantes, mais  le ne peut pas s'identifier à eux. Ce sont de destins ordinaires, un gardien de prison, un arpenteur à la retraite, un commerçant enrichi, et leurs cercles proches. Il en résulte une très bonne restitution de l’Histoire, de la façon insidieuse dont elle s’insinue dans les vies.
Viktor Vavitch raconte l'impuissance des hommes contre les totalitarismes, hier monarchiques, aujourd'hui communistes. La révolution de 1905 est aussi un prétexte pour peindre les affres du stalinisme.

## Œuvres principales
- Les Marins fantômes, Gallimard jeunesse
- Viktor Vavitch, Calmann-Lévy 2008 puis Livre de poche 2010, traduction par Anne Coldefy-Faucard et Jacques Catteau qui a remporté une mention spéciale au Prix Russophonie 2009.